# Copiphora capito
Copiphora capito är en insektsart som beskrevs av Carl Stål 1874. Copiphora capito ingår i släktet Copiphora och familjen vårtbitare. Inga underarter finns listade i Catalogue of Life.